# Бридели (дворянский род)
 Бридели  — старинный дворянский род Швейцарии, часть членов которого переехала в Российскую империю и получила потомственное дворянство за службу у правителей России.
Первый известный предок этого дворянского рода, Жаке Бридель (Jaquet Bridel), во второй половине XIV в. жил в деревне Комбремон (Combremon) в окрестностях города Мудон (современная провинция Лозанна, Швейцария). В это время эти земли принадлежали герцогам савойским. Его внук Антуан ( — 1450) в 1453 году переселился в Мудон и был записан в число горожан.
В этом городе Бридели сумели сделать карьеру, и уже Бонифас (Бонифаций), сын Антуана ( — 1475), был одним из городских правителей, а после того, как войска кантона Берн отбили его у савойцев, признал новую власть и сохранил своё видное положение.
Один из прапраправнуков Бонифация, Абрагам Бридель (X поколение рода), также живший в Мудоне имел двух сыновей-близнецов Жана-Давида и Ноя-Луи. Они стали родоначальниками двух ветвей рода Бриделей:
- Русского дворянского рода, записанного в родословную книгу Московской губернии[1];
- Швейцарского дворянского рода, переселившегося из родного Мудона в Веве и получивших в нём права гражданства с 1759 года. Потомки рода переселились в Бьенн, где получили права гражданства в 1828 году, а позже в Люцерн.

Основная часть членов рода традиционно селилась в кантонах Во, Берн и Женева. Помимо России часть Бриделей также эмигрировала в Германию, Францию, Великобританию и США. Французская ветвь семейства в основном сосредоточена в Нормандии в районе города Ретье.

## Дворянские гербы Бриделей
Подобно другим  бюргерским семьям Швейцарии, Бридели сохраняли некоторые геральдические традиции. Семейное предание утверждало, что герб данной семьи, известный по памятникам XVIII в., возник значительно раньше.
На гербе в серебряном поле три червленые розы, процветшие золотом, с зелеными стеблями, вырастающие из червленого сердца и сопровождаемые во главе щита двумя золотыми пятиконечными звездами. Нашлемник — золотая звезда. Щитодержатели — два льва. Девиз: A corde rosae et spinae. В некоторых документах поле щита описано как лазоревое, а иногда сердце обозначено «натурального цвета».
Самуэль Бридель в 1804 году получил дворянство от герцога саксен-готского вместе с таким же гербом, причем поле щита в дипломе серебряное, хотя впоследствии на печатях иногда обозначалось как лазоревое.
Историками семьи было отмечено сходство герба Бриделей с бюргерским гербом семьи Жайа (Jayat) , также горожан (буржуа) из Мудона. В их гербе присутствуют те же эмблемы — сердце, розы и звезды, хотя и в другой композиции. Возможно, такое совпадение объясняется как раз родством данных семей. Пьер Бридель был женат на девице Жайа, так что возможно, их сын составил герб, используя мотивы герба матери. Полагают также, что данная композиция могла быть заимствована с античной скульптуры, сохранившейся в Мудоне на колонне Божьей Матери в Пуатье, но это предположение не доказано.
Иван Леонтьевич Бридель, получивший потомственное дворянство в ходе службы в Российской армии, ходатайствовал не только о внесении его в родословную книгу, но и о выдаче ему дворянской грамоты с гербом. Можно предположить, что он мог в России использовать тот же герб, которым пользовались его родственники, но документальных сведений об этом не сохранилось; во всяком случае, Высочайшего утверждения своего герба в Российской империи Бридели получить не успели.

## Наиболее выдающиеся представители семейства Бриделей в Швейцарии и Германии
Ниже приведены сведения о наиболее известных представителях рода Бриделей в Германии и Швейцарии, представленные в хронологическом порядке с обозначением поколений.
1. Абрагам Бридель (крещен 09.08.1685- 12.09.1750). Кальвинист. Швейцарский гражданин «калвинского закона». Был женат на Жанне Марии Венсан (Jeanne Marie Vincent) . Имел двух детей в браке, один из которых переехал в Россию, основав российскую ветвь рода Бриделей. — X поколение.

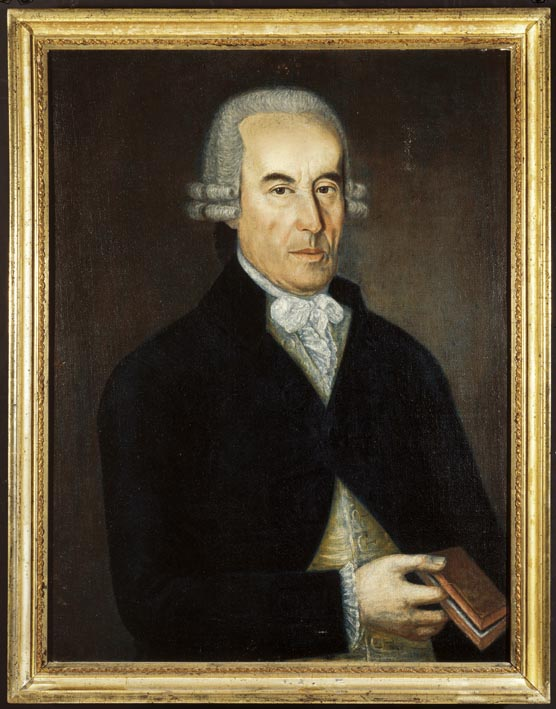
Портрет Жана Давида Бриделя кисти неизвестного художника (ориентировочно конец XVIII — начало XIX века).

2. Жан Давид (Jeane David) Бридель (1728—1804). Кальвинист — гражданин города  Веве (Vevey), Швейцария (с 1759). Брат переехавшего в Россию Ноя-Луи Бриделя. Негоциант, владел также сельским домом в Бюрье (Burier). Был женат на Луизе Шарлоте Занши (Louise-Charlotte Sanchy). У них было девять детей, в том числе Филипп Луи, прямой предок ветви, существующей ныне в Швейцарии и Германии. — XI поколение.
3. Филипп Луи Бридель (Веве, 14.06.1760 — Биль, 18.05.1820). Офицер, затем промышленник в Биле. Был женат на Жанне Маргарите Вердан (Jeanne-Marguerite Verdan) (Delemont/Delsberg, 1767 — Биль (Biel), 27.11.1833). В семье сохранились портреты его и жены работы Йозефа-Марии Диогга (Diogg) — XII поколение.

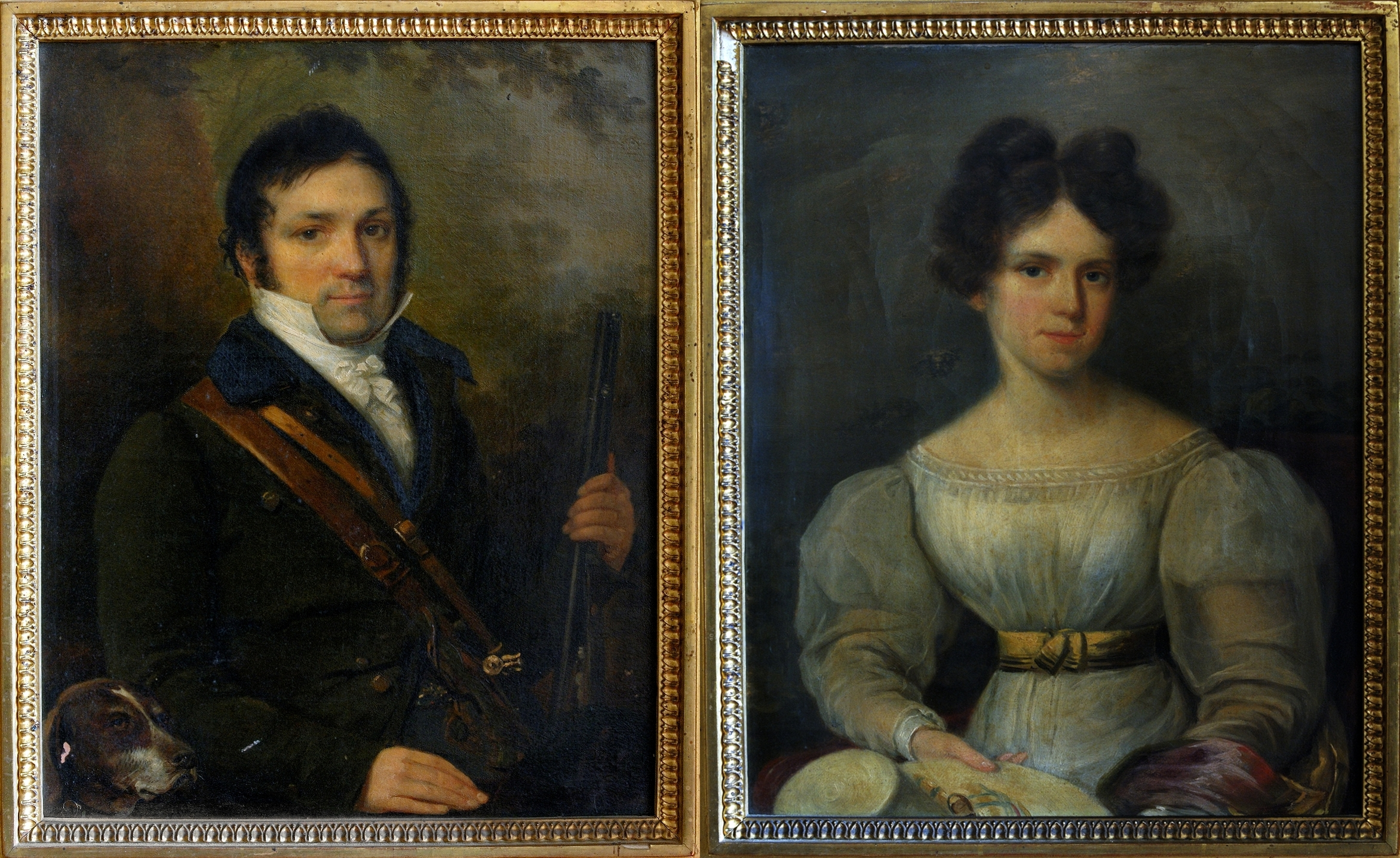
Портреты Винцента Генриха Альберта Бриделя и его жены Луизы Юлии Бридель (урожденной Нейгауз) кисти неизвестного художника (ориентировочно 1820 год).

4. Винцент Генрих Альберт (Vincent-Henri-Albert) Бридель (01.06.1790 — Биль (Biel), 1832). Промышленник в Betrib Verdan, владел дворцом Рокхолл (Rockhall) в Биле. В семье сохранились портреты его и жены. Они его два брата в 1828 году получили также гражданство города Бьен (Bienne). Был женат на Луизе Юлии Нейгауз (Louise-Julie Neuhaus), дочери городского советника Жана Родольфа Нейгауза — XIII поколение.
5. Густав Альберт (Gustave Albert) Бридель (Биль 26.10.1827 — Берн 03.12.1884) Дипломированный инженер-механик. Главный инженер по производству работ по строительству Дворца промышленности в Париже, построенного к всемирной выставке. Участвовал в строительстве туннелей в горах Швейцарии. Был женат на Мари-Луизе Каррель (Marie-Louise Carrel)  — XIV поколение
6. Густав Фриц (Gustave Fritz) Бридель (Биль 02.02.1872 — Мури под Берном 1966) Инженер, офицер артиллерии, дивизионный полковник (oberstdivisionär, в швейцарской армии это звание соответствует генеральскому) c 1919 по 1934. Был женат на Кларе Маргарете Фер (Clara-Margaretha Fehr), родившейся в Шатрезе (Chartreuse, Kartause), бывшем монастыре в Иттингене (Ittingen), кантон  Тургау (Thurgau, Turgovie), Швейцария. — XV поколение.
7. Жорж Бернард (Georges Bernard) Бридель (Люцерн 14.06.1946) Авиаконструктор, доктор технических наук. 1981—2001 Президент Швейцарского Аэрокосмического Общества (SVFW), член Королевского Аэронавтического Общества. 2007—2008 президент Совета европейских авиастроительных обществ (Council of European Aerospace Societies). С 2009 года действительный член французской академии по аэронавтике и космонавтике, в Тулузе/Париже. Занимается историей рода Бриделей и поиском информации о Российской ветви рода. — XVII поколение.

## Под властьюдвуглавого орла
Российская ветвь рода Бриделей была основана Ноем-Луи (Noе́-Louis) Бриделем, в России, возможно, имевшим имя Леонтий. (ок. 1728, Кальвинист, изучавший теологию в Лозаннской академии в (1747—1753) годах, он решил уехать в Россию, где служил воспитателем в семье Орловых. Согласно документам сына Ной-Луи являлся швейцарским гражданином «калвинского закона». Неизвестно, использовал ли он имя Леонтий в России. Несмотря на то, что его сын носил отчество Леонтьевич, возможно его имя было просто «русифицировано». Ной-Луи имел в браке имел шестерых детей (из них две пары близнецов), от которых и произошли остальные потомки российской ветви данного рода.

## Бридели на службе вРусской армии
Андрей (Андре-Александр) Леонтьевич Бридель. (Москва 27.07.1764 — ок. 1802) По семейным данным Андрей Леонтьевич Бридель дослужился до звания капитана русской службы, однако, достоверно известно, что в 1791 году он находился на должности заседателя Московского нижнего надворного суда (при этом имея чин поручика и, вероятно, пребывая в отставке).
Иван Леонтьевич Бридель вступил в Черниговский легкоконный (а ныне драгунский) полк кадетом, 11.05.1785 — берейтор. С 17.11.1787 по 20.06.1788 Иван Леонтьевич принимал участие в походах в Польше, а затем в Молдавии. 11.09.1789 участвовал в «генеральной баталии» при Рымнике. 25.09.1790 произведен в поручики. 28.06.1791 принимал участие в сражении за Дунаем и был пожалован в ротмистры. C 24.08.1794 находился с русскими войсками в Польше и участвовал в боевых действиях против «польских мятежников» под предводительством Тадеуша Костюшко в том числе в нескольких сражениях: 06.09.1794 при деревне Крупчинах; 08.09.1794 при местечке Брест-Литовском «в преследовании и гнании оных до деревни Добрина и совершенном поражении»; 15.10.1794 при селе Кобылке; 24.10.1794 был при взятии штурмом местечка Праги (предместья Варшавы), за взятие которого был пожалован золотым крестом на орденской ленте святого великомученика и Победоносца Георгия с надписью «За службу и храбрость».
После взятия Варшавы генерал А. В. Суворов-Рымникский отправил Бриделя с этим известием в Берлин, и от прусского короля Фридриха Вильгельма II тот получил орден «За заслуги», пожалованном в Потсдаме 11.11.1794 (патент № 117/11). Упоминается в печатном списке кавалеров этого ордена (Nr 928; «Iwan (Johann) Leontjewitsch von Briedel, Kaiserlich Russischer Rittmeister im Tchernigowschen Karabiner-Regt»).
01.01.1795 произведен в чин секунд-майора. 22.09.1975 премьер-майор с переводом в Глуховский кирасирский полк. После вступления на престол императора Павла I 14.09.1797 был уволен в отставку с тем же чином и мундиром.
Как отмечено в его послужном списке «сверх российского знает французский и немецкий языки, в домовых отпусках и штрафах не бывал».
19.08.1799 определен в Комиссариатский штат. 21.05.1803 комиссариатский комиссионер VII класса.
В течение долгих лет И. Л. Бридель был одним из шести членов приходского совета московской реформаторской церкви.

## Получение Бриделями потомственного дворянства в России
Согласно известным на сегодняшний момент данным, потомственное дворянство в России получили два представителя рода Бриделей: Андрей Леонтьевич Бридель и Иван Леонтьевич Бридель.
По чину Андрей Леонтьевич Бридель пользовался правами потомственного дворянства, но о внесении в родословную книгу не ходатайствовал. Возможно, это связано с тем, что согласно официальным документам он был холост, а, следовательно, не имел детей и не был заинтересован в передаче своего титула по наследству.
Иван Леонтьевич Бридель, также получивший потомственное дворянство в ходе службы в Российской армии, в октябре 1803 подал прошение о внесении в дворянскую родословную книгу Московской губернии. 28.10.1803 определением Московского дворянского депутатского собрания внесен в 3-ю часть дворянской родословной книги, получил дворянскую грамоту, датированную 28.10.1803.
5.05.1804 Герольдия потребовала представить документ о присяге И. Л. Бриделя на подданство России. Губернский предводитель дворянствав ответе известил, что Бридель родился в Москве и никакой другой присяги, кроме как по службе на пожалованные чины не совершал. В связи с этим, И. Л. Бридель был приведен присяге 4.08.1805, о чем было сообщено в Герольдию.
Однако, на этом приключения Бриделей, связанные с вопросами утверждения их в правах потомственного дворянства не закончились. Дело в том, что до своей кончины Иван Леонтьевич не успел внести в дворянскую родословную книгу своего сына — Павла Ивановича Бриделя.
В апреле 1814 г. опекун Павла Ивановича, действительный статский советник Александр Александрович Арсеньев, просил сопричислить сына покойного И. Л. Бриделя, Павла. . Павел был сопричислен к роду отца определением Московского дворянского депутатского собрания 24.04.1814. . В деле о дворянстве имеется отпуск дворянской грамоты Павла Бриделя, датированный 28.04.1814. 28.09.1844 Герольдия указом (№ 4907) в Московское дворянское депутатское собрание потребовала дополнить дело недостающими документами.
Дело вновь слушалось в собрании 15.03.1857; было решено обратиться за формулярным списком И. Л. Бриделя в Комиссариатское депо, и за метрическим свидетельством о крещении Павла — в московскую лютеранскую кирху. . Но из комиссариатской комиссии пришел ответ, что при переводе её в 1812 году (во время нашествия Наполеона из Москвы в Нижний Новгород) дела были «некоторым образом утеряны». Из кирхи Св. Михаила было прислано свидетельство, в котором Иван (Иоганн) Бридель назван генерал-лейтенантом («lieutenant-gе́nе́ral» вместо «lieutenant-colonel», то есть подполковник). В связи с этим собрание вновь обратилось с запросом в кирху, откуда была прислана метрика с соответствующим исправлением. Эта неторопливая переписка продолжалась до 1861 года. Очень любопытно, что на страницах дела нет никаких подтверждений личного общения П. И. Бриделя с московским дворянским депутатским собранием в 1857—1861 гг, когда рассмотрение этого вопроса, наконец, приблизилось к счастливому финалу. Таким образом, нельзя с уверенностью утверждать, что он в то время был еще жив (возможно, логика бюрократического делопроизводства требовала завершения дела, несмотря на отсутствие просителя), хотя и исключить это, разумеется, также нельзя. Наконец, департамент Герольдии Правительствующего Сената утвердил Бриделей в потомственном дворянстве; указ об этом был отправлен в Москву 15.11.1861 (№ 9213). Московское дворянское депутатское собрание, получив указ, постановило: «доставить его через полицию г-ну Бриделю». . Другие данные в деле отсутствуют, и неизвестно, получил ли П. И. Бридель, — если он был еще жив, — это сенатское решение.

## Поколенная роспись Российской ветви Бриделей
Поколенная роспись Бриделей, ведущих свой род от X колена и переселившихся в Россию, а также их потомков. Последние известные на данный момент сведения о потомках российской ветви семейства относятся к середине XIX в.
1. Ной-Луи (Noе́-Louis) Бридель, в России, возможно, имевший имя Леонтий. (ок. 1728, крещен 17.04.1728 — 1779). Брат-близнец Жана Давида Бриделя. Кальвинист. Изучал теологию в Лозаннской академии (1747—1753). Затем выехал в Россию, где служил воспитателем в семье Орловых. Согласно документам сына являлся швейцарским гражданином «калвинского закона». Неизвестно, использовал ли Ной-Луи имя Леонтий в России. Несмотря на то, что его сын носил отчество Леонтьевич, возможно его имя было просто «русифицировано». Ной-Луи был женат на Жанне-Марии Фельбаум (Fellbaum), родом из Мората. В браке имел шестерых детей (из них две пары близнецов). — XI поколение.
2. Филипп Луи (Philippe Louis) Бридель (Веве, 14.06.1760 — Биль (Biel), 18.05.1820). Офицер, затем промышленник в Биле. В семье сохранились портреты его и жены работы Йозефа-Марии Диогга (Diogg). Был женат на Жанне Маргарите Вердан (Jeanne-Marguerite Verdan) (Delemont/Delsberg, 1767 — Биль, 27.11.1833). — XII поколение.
3. Мария Анна Леонтьевна Бридель (Москва 06.11.1756 — после 1817). В 1817 году еще жила в Москве. — поколение.
4. Екатерина Леонтьевна Бридель (Москва 25.02.1759 — до 1817). — XII поколение
5. Андрей (Андре-Александр) Леонтьевич Бридель — сын Ноя-Луи и Жанны-Марии. (Москва 27.07.1764 — ок. 1802) По чину Андрей Бридель пользовался правами потомственного дворянства, но о внесении в родословную книгу не ходатайствовал. — XII поколение.
6. Иван Леонтьевич Бридель (Москва 24.09.1761 — Москва 28.05.1811) — еще один сын Ноя-Луи Бриделя (см. выше). Имением не владел. Был женат на Юлии Сириниус (именуемой также в документах дела о дворянстве Ульяной Францевной — так записано в «свидетельстве»), она же «пасторская дочь Андрея Иванова сына Сивонкусова девица Ульяна Андреевна». За ней состоял дом Серпуховской части в приходе церкви Казанской Богоматери у Калужских Ворот, и «ко оному же дому приписаны её же крепостные» мужского пола 4, женского пола 3 души. — XII поколение. "
7. Цезарий Павел (César Paul) Леонтьевич Бридель. Врач. Жил в России. — XII поколение.
8. Анна Пернетта (Anne Pernette) Бридель ( — после 1817). Сестра-близнец Цезария Павла Бриделя. В 1817 году еще жила в России. — XII поколение.
9. Елизавета Ивановна Бридель (18.10.1800 — 17.06.1831 (на 31 году жизни)). Похоронена в Москве на Ваганьковском кладбище. Была замужем за Федором Ивановичем Бианки (13.02.1795 — 15.04.1830), который «Жил 35 лет 2 месяца и 1 день». Майор. Похоронен в Москве на Ваганьковском кладбище, с ними похоронена умершая в малолетстве дочь. — XIII поколение
10. Павел Иванович Бридель (11.06.1808). Крещен в кирхе Святого Михаила в Москве. – XIII поколение.